# Abdij van Voormezele

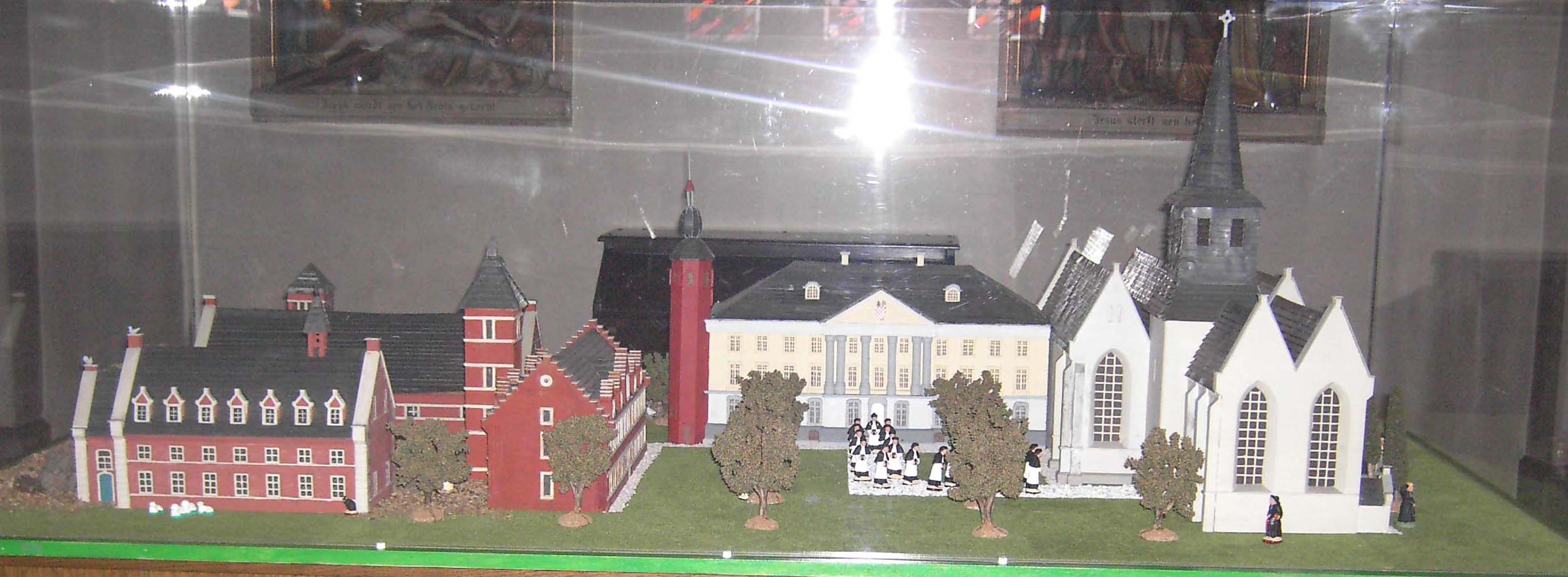
Maquette van de abdij

De Abdij van Voormezele is een voormalige abdij in de tot de West-Vlaamse gemeente Ieper behorende plaats Voormezele.

## Geschiedenis
De abdij werd gesticht in 1068 door heer Isaac van Voormezele. Het was een proosdij: een college van wereldlijke kanunniken. In 1100 werd het omgevormd tot een Augustijnenabdij door Jan I van Waasten, bisschop van Terwaan. Graaf Karel de Goede schonk in 1119 een uitgestrekt gebied, de Sadalt aan de abdij. De monniken ontgonnen dit gebied en stichtten een kapel gewijd aan Sint-Elooi, waar nu het plaatsje Sint-Elooi (ook: Sint-Elooi-ten-Zadelt genaamd) ligt. 
In 1152 verwierf de abdij een relikwie van het Heilig Bloed. Tijdens de godsdienstoorlogen werd deze verborgen in het refugiehuis van de abdij, dat zich in de stad Ieper bevond. In 1664 werd de relikwie in plechtige processie teruggebracht naar de abdij, en kort daarna werd in Voormezele de Broederschap van het Heilig Bloed opgericht. De overbrenging van de relikwie stond aan de basis van de Heilig Bloedprocessie, die jaarlijks in Voormezele plaats vindt.
De bijnaam van de abdij was l'Opulente (de rijke). Zo schreef men de perkamenten voor de Graven van Vlaanderen.
De 13e-eeuwse abdijgebouwen werden in 1566 tijdens de godsdienstoorlogen verwoest. De abdij herstelde zich, maar werd in 1794, tijdens de Franse bezetting, opgeheven en verwoest.
De Onze-Lieve-Vrouwekerk is de opvolger van de voormalige abdijkerk.
Van 1989 tot 1991 werden opgravingen verricht, waarbij de fundamenten van de abdij werden teruggevonden en een studie van de bouwgeschiedenis van de abdij kon worden verricht.